# Universidad Nacional Autónoma de México
Universidad Nacional Autónoma de México, forkortet UNAM, er med sine ca. 300.000 indskrevne studerende det største universitet i Mexico og samtidig et af verdens største.
Universitetet blev etableret 21. september 1551. Det regnes i dag som et af de vigtigste i den spansktalende verden. Hovedcampusset er beliggende i Coyoacán i den sydlige del af Mexico City.
Universitet har siden 2007 været på UNESCOs verdensarvsliste